# Guro Berland Husebø
Guro Berland Husebø (* 16. November 2001 in Stavanger, Norwegen) ist eine norwegische Handballspielerin, die für den deutschen Erstligisten Borussia Dortmund aufläuft.

## Karriere
Husebø spielte anfangs für die norwegischen Vereine Brodd Håndball, Hundvåg Håndballklubb und KFUM Stavanger. Nach einem Wechsel zum Sola HK lief die Außenspielerin für die zweite Mannschaft auf und rückte zur Saison 2020/21 in den Erstligakader auf. Dort erhielt sie anfangs nur wenige Spielanteile hinter der norwegischen Nationalspielerin Camilla Herrem. Mit der Schwangerschaft von Herrem ab dem Saisonbeginn 2022/23 änderte sich die Situation. Husebø erzielte in der Saison 2022/23 insgesamt 30 Treffer in der EHF European League und trug sechs Treffer zum 29:26-Erfolg über Storhamar Håndball im Halbfinale des norwegischen Pokals bei. Im Sommer 2023 schloss sie sich dem Erstligaaufsteiger Follo HK an. Zur Saison 2024/25 wechselte sie zum deutschen Bundesligisten Borussia Dortmund.